# Readsboro
Readsboro är en kommun (town) i Bennington County i den amerikanska delstaten Vermont. Vid folkräkningen år 2000 bodde 809 personer på orten. Den har enligt United States Census Bureau en area på totalt 94,5 km² varav 0,3 km² är vatten. 